# Мехраниды Астары
Мехраниды Астары  —  были представителями особой династии имеющей талышское происхождения, имевшая наследственное правление на севере Гиляна на протяжении многих столетий. По крайней мере, начиная с 7-го века хиджры / 13-го века нашей эры, правительством Испахбадов Гилана были Мехраниды из Астары. Мехраниды пришли в упадок в 12-м/18-м веке хиджры, одновременно с распадом Сефевидского Ирана.

## История
Мехраниды Астары, как и  мехраниды Кавказской Албании, считали себя принадлежащими к роду Мехранов. Дом  Мехранидов является одной из семи выдающихся семей древнего Ирана. На основании этого сходства и близости Али Абдоли пришел к выводу, что мехраниды Астары являются выжившими Мехранидами Аррана. Потеряв Кавказскую Албанию, они пришли в страну Испахбад и взяли на себя управление ею.
Дата появления мехранидов Астары неизвестна. Первым известным правителем этой династии является Асбар Мухаммад Мехрани, который был правителем Астары в 7 веке хиджры/13 веке нашей эры. По крайней мере, с этого момента Испахбадом  управляли Мехраниды Астары. Вероятно, после Асбара Мухаммеда к власти пришел Испахбад Ахмад Мехрани (умер в 711 г. хиджры / 1312 г. н. э.).  Общим титулом правителей этой земли был Испахбад, который по мнению Гая Лестрейнджа был взят из имени семьи Эспахбод.  Прежде чем стать мусульманами, Мехраниды следовали религии поклонения Мехру.  Главный центр их правительства находился в Астаре, а протяженность их территории в максимальной степени превышала землю Талыша и включала Муганскую равнину.
Присутствие шейха Сефи и его детей в Талышском районе дало талышам возможность поддержать Сефевидов. Их антипатия и ненависть к Ширваншахам были еще одной причиной их быстрого склонения к Сефевидам. Мехраниды Астары, которые были потомственными правителями региона, оказали широкую поддержку восстанию Исмаила. Помимо султана Мохаммада Мехрани, правителя Астары в то время, Мурад Хан Мехрани вместе со своими сыновьями Мехран-ханом и Кубад-ханом были среди военачальников, присоединившихся к Исмаилу. Мурад-хан, с одной стороны, был родственником правителей Каракоюнлу, а с другой стороны, его жена приходилась двоюродной сестрой одной из жен шейха Гейдара Сефеви. Эта жена шейха Гейдара была родом из Талыша и из семьи Мехранидов. 
Мехраниды были ослаблены в эпоху Афшаридов, а после этого ленкоранские ханы вырвали управление Талышом из их рук.  Сегодня многие семьи в разных частях Талыша заявляют, что принадлежат к Мехранидам.